# فرفیون ارغوانی
یوفوربیا ارغوانی (نام علمی: Euphorbia purpurea) نام یک گونه از سرده فرفیون است.